# Joachim Relin
Joachim Relin (eigentlich Hans Joachim Balke; * 31. Juli 1921 in Beelitz; † 9. Dezember 2009; weiteres Pseudonym: Franz Kendler) war ein deutscher Rundfunkmoderator und Schlagertexter.

## Leben
Er war 1945 Mitbegründer des Kabaretts Die Hinterbliebenen. Ab 1950 leitete er die Abteilung Unterhaltung bei Radio Salzburg. Seit 1963 war er freiberuflich als Schlagertexter und Autor für Hörfunk und Fernsehen tätig.

## Beruflicher Erfolg
Joachim Relin schuf, unter anderem in Zusammenarbeit mit deutschen Schlagerkomponisten, zahlreiche Erfolgstitel. Er versah den Song Baby Sittin’ Boogie mit einem deutschen Text, der, gesungen von Ralf Bendix, im Jahr 1961 veröffentlicht wurde.
Der Text des Schlagers Shake Hands aus dem Jahr 1964 stammt ebenfalls aus seiner Feder.
Im Jahr 1965 erreichten zwei Lieder, die er zusammen mit Bert Olden für Wanda Jackson schrieb, die deutschsprachigen Charts. Der Schlager Santo Domingo, belegte Platz fünf in Deutschland, Platz eins in Österreich und Platz vierzehn in Belgien; das Lied Doch dann kam Johnny erreichte Platz sechsundzwanzig in Deutschland und Platz acht in Österreich.
Geh’ nicht vorbei, einen Schlager, den er zusammen mit Joachim Heider für Christian Anders schrieb, erreichte im Jahr 1969 Platz zwei in der deutschen Hitparade, Platz drei in der Schweiz und in Österreich, und Platz 22 in der niederländischen Hitparade.
Der Song Nur die Liebe läßt uns leben, dessen Text Joachim Relin schrieb, erreichte beim Eurovision Song Contest 1972, interpretiert von Mary Roos, den dritten Platz.

## Werke als Schlagertexter (Auswahl)
- 1958 Cornelia Froboess: Sunshine
- 1960 Teddy Palmer: Lach’ nicht so
- 1961 Gissy Jung: Was ich heut’ geträumt hab’
- 1961 Ralf Bendix & Klein-Elisabeth: Babysitter-Boogie
- 1962 Peter Alexander: Der Badewannentango
- 1963 Siw Malmkvist: Crazy Boy
- 1964 Peggy March: Wer die Junge Liebe kennt
- 1965 Françoise Hardy: Frag’ den Abendwind
- 1965 Gitte und Rex Gildo: Süß wie Schokolade
- 1966 Wanda Jackson: Wer an das Meer sein Herz verliert
- 1966 Roy Black: Ich kann warten
- 1966 Geschwister Jacob: Junge Liebe rostet nicht
- 1966 Peggy March: Deine Welt und meine Welt
- 1967 Wencke Myhre: Komm allein
- 1968 Freddy Quinn: Deine Welt, meine Welt
- 1969 Peter Orloff: Monika
- 1969 Udo Jürgens: Eine Rose für Dich
- 1969 Josef Laufer: Lady
- 1969 Stella Mooney: Danny, Penny, Hochzeitsschuh
- 1971 Christian Anders: Dich will ich lieben
- 1972 Udo Jürgens: Vergiß die Liebe nicht
- 1972 Mary Roos: Nur die Liebe läßt uns leben
- 1974 Marianne Rosenberg: Nimm den goldenen Ring zurück
- 1975 Peter Alexander: Das nennt man Liebe
- 1976 Michael Schanze: Für mich war es zu spät
- 1979 Tony Marshall: Ich will mit Dir spielen
- 1983 Karel Gott: Was mich hält, ist Deine Hand
- 1983 Bernhard Brink: Man geht so leicht verlor’n wenn man liebt
- 1985 Paola: Wahrheit und Liebe
- 1986 Gitti und Erica: Silberhochzeit
- 1986 Andy Borg: Die Tränen Deiner Liebe